# Jasnotki
Jasnotki (Antrozoini) – plemię ssaków z podrodziny mroczków (Vespertilioninae) w obrębie rodziny mroczkowatych (Vespertilionidae).

## Zasięg występowania
Plemię obejmuje gatunki występujące w Ameryce.

## Systematyka

### Podział systematyczny
Do plemienia należą następujące rodzaje:
- Bauerus Van Gelder, 1959 – jasnoteczek – jedynym przedstawicielem jest Bauerus dubiaquercus (Van Gelder, 1959) – jasnoteczek aztecki
- Antrozous H. Allen, 1862 – jasnotek – jedynym żyjącym współcześnie przedstawicielem jest Antrozous pallidus (Le Conte, 1856) – jasnotek amerykański
- Rhogeessa H. Allen, 1866 – żółcinek
- Baeodon G.S. Miller, 1906